# Direitos civis
Direitos civis são direitos dados por lei a todos os cidadãos de um país, garantindo as liberdades individuais.

## Diferenciação entre direitos civis, humanos e naturais
Direitos civis são distintos de "direitos humanos" ou "direitos naturais", também chamados "direitos solares". Direitos civis são direitos que são estabelecidos pelas nações limitados aos seus limites territoriais, enquanto direitos naturais ou humanos são direitos que muitos acadêmicos dizem que os indivíduos têm por natureza ao nascer. Por exemplo, o filósofo John Locke (1632–1704) argumentou que os direitos naturais da vida, liberdade e propriedade deveriam ser convertidos em direitos civis e protegidos pelo estado soberano como um aspecto do contrato social. Outros argumentaram que as pessoas adquirem direitos como um presente inalienável da divindade ou em um tempo de natureza antes que os governos se formassem.

## Leis
Leis garantindo direitos civis podem ser escritas ou derivadas do costume. Nos Estados Unidos e na maioria dos países continentais europeus, as leis de direitos civis, em sua maior parte, são escritas. Exemplos de direitos civis e liberdades incluem: o direito de ser ressarcido em caso de danos por terceiros; o direito à privacidade; o direito ao protesto pacífico; o direito à investigação e julgamento justos em caso de suspeição de crime; e direitos constitucionais mais generalistas, como o direito ao voto, o direito à liberdade pessoal, o direito à liberdade de ir e vir, o direito à proteção igualitária, o habeas corpus, o direito de permanecer em silêncio (isto é, de não responder a questionamento) e o direito a um advogado; estes últimos três visam a garantir que os acusados de algum crime tenham assegurados os seus direitos.